# Бульвар Николая Михновского
Бульвар Николая Михновского (укр. Бульвар Миколи Міхновського; до 2022 года —Бульвар Дружбы народов, укр. Бульвар Дружби народів)  — бульвар в Печерском районе Киева. Пролегает от железнодорожного путепровода до моста Патона.
К бульвару примыкают Лыбедская площадь (путепровод), переулок Академика Филатова, улицы Филатова, Товарная, Чешская, Иоанна Павла ІІ, Подвысоцкого, Неманская, Печерский мост (соединяет бульвар Леси Украинки, улицы Михаила Бойчука и Бастионную), Кургановская, Болсуновская, Верхний переулок, улицы Верхняя, Наводницкая площадь, улицы Старонаводницкая, Лаврская, Пирятинская, Мичурина, Набережное шоссе и Надднепрянское шоссе.

## История
Проложен в 1945—1948 годах, имел название Автострада. В 1959 году назван Бульваром Дружбы народов.
Вначале посередине проезжей части тогда ещё Автострады существовала бульварная полоса, но когда Автостраду назвали бульваром, бульварные насаждения остались лишь вдоль чётной стороны бульвара до Печерского моста.
В 2022 году, после начала вторжения России на Украину, киевский совет принял решение переименовать бульвар в честь Николая Михновского, одного из лидеров украинского национального движения конца XIX — начала XX века.

## Транспорт
- Станции метро «Лыбедская», «Зверинецкая»
- Автобусы 20, 27, 52, 55, 118
- Троллейбусы 1, 12, 42, 43, 50, 91Н
- Маршрутные такси № 156, 162, 172, 176, 205, 206, 211, 212, 218, 229, 239, 243, 412, 416, 419, 422, 444, 450, 457, 470, 491, 491-К, 523, 527, 539, 546, 548, 557, 563, 579, 584, 590, 590-Д
- Железнодорожная станция Киев-Демеевский
- До 2011 года был привязан к трамвайной линии.

## Почтовые индексы
03150, 01103, 01042, 01133, 01014

## Географические координаты
Координаты начала 50°24′39″ с. ш. 30°31′37″ в. д.
координаты конца 50°25′26″ с. ш. 30°33′55″ в. д.
Протяжённость бульвара 4 км.